# Sancy-lès-Provins
Sancy-lès-Provins település Franciaországban, Seine-et-Marne megyében. Lakosainak száma 338 fő (2022. január 1.). Sancy-lès-Provins Augers-en-Brie, Cerneux, La Chapelle-Moutils, Lescherolles, Montceaux-lès-Provins, Saint-Martin-du-Boschet és Villiers-Saint-Georges községekkel határos.

## Népesség
A település népessége az elmúlt években az alábbi módon változott:
| Lakosok száma | 343  | 329  | 325  | 321  | 317  | 318  | 324  | 331  | 338  |
|               | 2013 | 2015 | 2016 | 2017 | 2018 | 2019 | 2020 | 2021 | 2022 |